# Hirtzbach
Hirtzbach  (Hirzbach in tedesco) è un comune francese di 1 477 abitanti situato nel dipartimento dell'Alto Reno nella regione del Grand Est. Si trova 36 chilometri a nord-est di Basilea, in Svizzera.

## Società

### Evoluzione demografica
Abitanti censiti